# Kraftwerk Muslen
Das Kraftwerk Muslen ist ein Wasserkraftwerk in der Schweiz. Es liegt am Walensee, unterhalb von Amden und zwischen den Gemeinden Bethlis und Weesen im Kanton St. Gallen. Es gehört zur St. Gallisch-Appenzellische Kraftwerke AG (SAK) und besitzt eine jährliche Stromproduktion von 4,5 GWh.

## Geschichte
1907/09 wurde das Kraftwerk Muslen von der Gemeinde Amden gebaut, um die Wasserkräfte des Muslenbaches zu nutzen. Mit der Staumauer „im Zand“ wurde ein Sammelweiher für ein Volumen von 46'000 m³ gebildet, wovon 17'000 m³ direkt nutzbar waren. Eine Druckleitung von 300 m Länge und 175 m Höhendifferenz leitete das Wasser ins Kraftwerk am Walensee. Das Werk bestand aus zwei Peltonturbinen mit je 150 PS Leistung.

### Übernahme durch die St. Gallisch-Appenzellische Kraftwerke AG

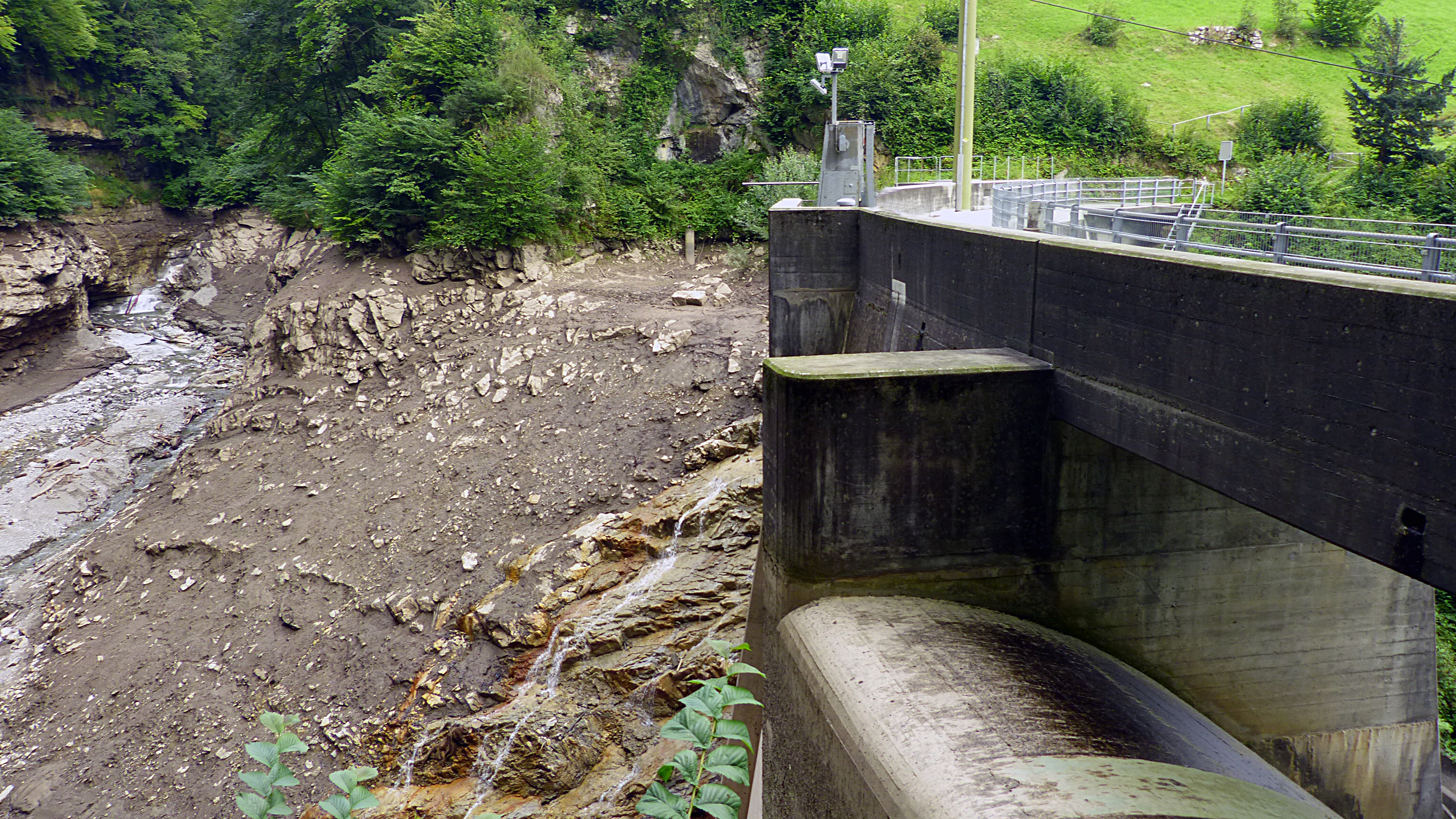
Innenseite der Staumauer

Im Jahre 1919 erwarben die SAK das Muslenwerk. 1933 ersetzten sie die beiden alten Turbinen durch eine neue Peltonturbine mit einer Leistung von 400 PS und einem Synchrongenerator. Nach langjährigem Betrieb stellte sich bei diesem Werk die Frage einer Gesamterneuerung. Durch technische und energiewirtschaftliche Abklärungen gestützt, war sie 1980 beschlossene Sache. Nach knapp zweijähriger Bauzeit wurde das Werk am 6. September 1982 offiziell eingeweiht und war umfassend renoviert und ausgebaut.
Die Staumauer wurde um 5 m erhöht, wodurch das Stauvolumen auf 83'000 m³ und die nutzbare Menge auf 54'000 m³ anstieg. Eine neue oberirdische Druckleitung mit 0,7 m Durchmesser wurde verlegt. Der östlich gelegene Sellbach wurde neu eingebunden und betreibt eine Kleinturbine mit einer Durchflussmenge von 0,25 m³/s und einer Leistung von 80 kW.
Die stark veraltete Peltonturbine wurde durch eine neue einflutige Francisturbine mit einer Durchflussmenge von 1 m³/s und einer Leistung von 1630 kW ersetzt. Die Francisturbine ist an einen Asynchrongenerator gekuppelt.
Durch die Gesamterneuerung wurde die Jahresproduktion von 1,7 auf 4,5 Mio. kWh erhöht.